# 2B busz (Tiszaújváros)
A tiszaújvárosi 2B jelzésű autóbuszvonal az Autóbusz-állomás és a Tiszai Erőmű között húzódó helyi vonal volt, amelyet a Borsod Volán Zrt. üzemeltetett.

## Közlekedése
| Viszonylat                               | Indításszám | Közlekedési rend     |
| ---------------------------------------- | ----------- | -------------------- |
| Autóbusz-állomás – Tiszai Erőmű aut. vt. | 3 pár       | munkaszüneti napokon |

## Megállóhelyei
| 0 | Autóbusz-állomás végállomás                 | 0.0 km | 0  |
| 1 | Bethlen Gábor út (↓) Kazinczy utca (↑)      | 0.7 km | 1  |
| 2 | Szakmunkásképző Intézet                     | 1.2 km | 2  |
| 3 | Szederkényi utca 1-3.                       | 1.8 km | 3  |
| 4 | Volán üzemegység                            | 2.5 km | 4  |
| 5 | Tiszai Erőmű elágazás                       | 4.6 km | 8  |
| 6 | Tiszai Erőmű, autóbusz-váróterem végállomás | 6.1 km | 10 |